# Das entschleierte Christentum
Das entschleierte Christentum, oder Prüfung der Prinzipien und Wirkungen der christlichen Religion (Le christianisme dévoilé, ou Examen des principes et des effets de la religion chrétienne) ist ein dem Baron d’Holbach zugeschriebenes antichristliches Buch, das vermutlich 1766 unter Pseudonym in Nancy veröffentlicht wurde.
In seinem religionskritischen Erstlingswerk weist Holbach auf Aspekte des christlichen Glaubens hin, die seines Erachtens widersprüchlich sind, und kritisiert besonders den moralischen und politischen Einfluss der christlichen Religion samt ihrem Klerus mit scharfen Worten. Die dargelegten Feststellungen finden zahlreiche Entsprechungen in Holbachs späteren Werken, enthalten jedoch nur latent atheistische Äußerungen und greifen noch hauptsächlich das Christentum im Gegensatz zur Religion im Allgemeinen an.
Anders als frühere religionskritische Veröffentlichungen hat Le christianisme dévoilé keine Analyse über den historischen Ursprung von Religionen oder das Projekt einer deistischen Alternativreligion zum Inhalt, sondern gibt sich unverblümt als antichristliche Propagandaschrift zu erkennen. Das Buch löste in philosophisch-aufklärerischen Kreisen lebhafte Reaktionen aus und wurde sofort nach seinem Erscheinen von den französischen Behörden beschlagnahmt.

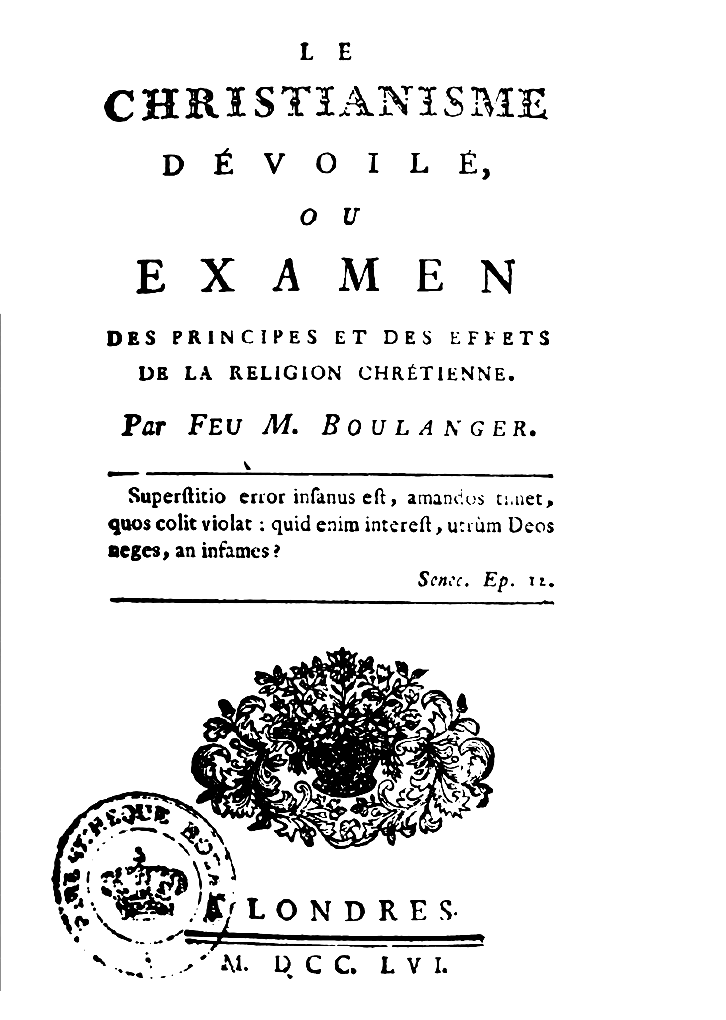
Titelblatt der frühesten bekannten, 295-seitigen Ausgabe mit „M. Boulanger“ als Autor, 1756 als Erscheinungsjahr und London als Erscheinungsort. Alle diese Angaben sind falsch.

## Verfasser
Le christianisme dévoilé wurde unter dem Namen „verstorbener M. Boulanger“ veröffentlicht. Schon Zeitgenossen zweifelten an der Autorschaft Nicolas Antoine Boulangers, der für seine posthum veröffentlichten philosophisch-historischen Werke bekannt war, und stellten Mutmaßungen über den wahren Autor an. So schreibt etwa Voltaire 1766 in einem Brief an den Materialisten Helvétius:
| De qui est cet ouvrage attribué à Bolingbroke, à Boulanger, à Fréret ? Eh mes amis ! qu’importe l’auteur de l’ouvrage ? | Von wem mag dieses Werk stammen, das man Bolingbroke, Boulanger oder Fréret zuschreibt? Meine Freunde, was spielt es schon für eine Rolle, wer der Autor des Werks ist? |

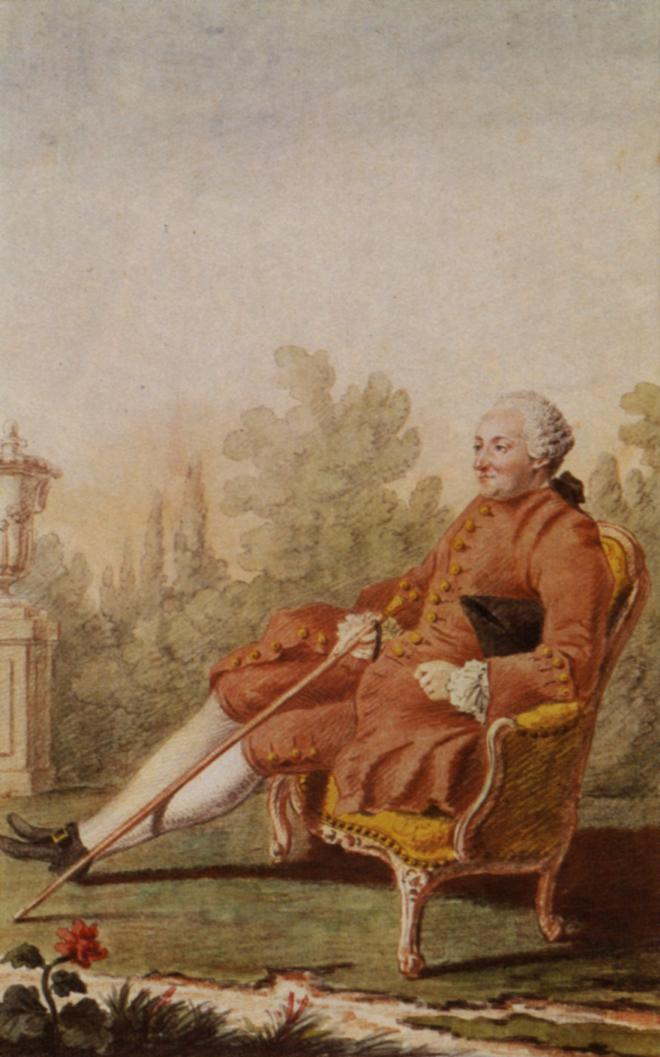
Baron d’Holbach 1766, Aquarellporträt von Louis Carmontelle

Voltaire, der auch selbst häufig Pseudonyme verwendete, war von den Verdächtigungen nicht ausgenommen. In seiner Korrespondenz von 1768 nennt er seinen kürzlich verstorbenen Freund Étienne Noël Damilaville (1723–1768) als Autor – wahrscheinlich, um den Verdacht von sich selbst abzulenken.
Die Zuschreibung an Boulanger ist höchstwahrscheinlich auf die Ähnlichkeit des Titels zu dessen Werk L’antiquité dévoilée zurückzuführen. Seit Ende des 18. Jahrhunderts wurde Le christianisme dévoilé in mehrere von Boulangers Werkausgaben aufgenommen. Auch die These von Damilaville als Autor wurde hin und wieder geäußert. Der Schriftsteller und Kritiker Jean-François de La Harpe berichtete, dass Damilaville den Text teilweise von Diderot diktiert bekommen habe. Die Bücher habe Damilaville bei sich gelagert und für 10 Écus je Exemplar verkauft.
Der Bibliothekar und Bibliograph Antoine-Alexandre Barbier widerspricht den Ausführungen La Harpes und stellt Holbach als Autor fest. Laut Barbier wurde das Manuskript Jean-François de Saint-Lambert anvertraut, der es bei dem Verleger Le Clerc in Nancy drucken ließ. Durch Indiskretion habe der Verleger beinahe den Verfasser des Buches und seinen Überbringer in Schwierigkeiten gebracht. Von Nancy seien die Exemplare nach Ferney gelangt, wo Voltaire die zwei ersten Exemplare Damilaville habe zuschicken lassen. Offiziere hätten dann die Bücher massenweise nach Paris gebracht.
Bereits vor Barbier hatte Sylvain Maréchal das Werk in seinem Dictionnaire des athées anciens et modernes Holbach zugeschrieben. Die Autorschaft Holbachs wurde zwei Jahrzehnte später von André Morellet bestätigt.
Eine Untersuchung charakteristischer Stilmerkmale Holbachs durch Rudolf Besthorn ergab klare Entsprechungen. Die für Holbach typischen Wiederholungen und Verweise auf vorhergehende Zusammenhänge sind vorhanden, wenn auch nicht in dem Maße wie im 1770 veröffentlichten Système de la nature (System der Natur). Die sehr ähnlichen inhaltlichen Beziehungen zu den gesicherten Werken Holbachs, die bis zu wortwörtlichen Übereinstimmungen gehen, bestätigen dessen Autorschaft und lassen Boulanger, Voltaire und Damilaville auch aus stil- und inhaltskritischer Sicht als Urheber ausscheiden. Eine Mitautorschaft Diderots an dem Werk kann nicht nachgewiesen werden. Indirekte Äußerungen Diderots von 1762 deuten jedoch darauf hin, dass Diderot und Helvétius Kenntnis dieser und anderer Schriften Holbachs hatten, und den Verfasser mit Ratschlägen unterstützten.

## Datierung
Die früheste bekannte Ausgabe von Le christianisme dévoilé gibt auf dem Titelblatt 1756 als Erscheinungsjahr an. Dieses Datum ist entweder fehlerhaft oder zum Zweck der Irreführung fingiert, denn der als verstorbener Verfasser genannte Nicolas-Antoine Boulanger verstarb in Wirklichkeit erst drei Jahre später. Das dem Werk vorangestellte Vorwort ist mit „4. Mai 1758“ datiert. Außerdem wird im Buch das Werk Recherches sur l’origine du despotisme oriental zitiert, das erst 1761 erschien.
Da im Erstdruck des Werks auf kein Ereignis nach 1761 Bezug genommen wird, liegt es nahe, das Erscheinungsdatum des Werks auf dieses Jahr zu verlegen. Diese Annahme deckt sich mit dem in Barbiers Dictionnaire des ouvrages anonymes et pseudonymes angegebenen Datum. Wahrscheinlicher ist jedoch eine Erstveröffentlichung im Jahr 1766, denn erst ab diesem Zeitpunkt findet das Werk in der philosophischen Korrespondenz und anderen Schriftstücken plötzlich häufig Erwähnung. Für das spätere Datum spricht auch, dass im Titelblatt eines Exemplars der Bibliothèque nationale das Datum von MDCCLVI (1756) durch nachträgliche Einfügung eines „X“ (10) auf MDCCLXVI (1766) korrigiert wurde. Eine Untersuchung der frühesten bekannten Ausgabe ergibt außerdem, dass die Wasserzeichen des Papiers mit 1762 oder 1763 datiert sind.
Das Manuskript kann nicht vor 1762 fertiggestellt worden sein, da das zitierte Werk Boulangers, Recherches sur l’origine du despotisme oriental, erst ab Januar 1762 Erwähnung findet. Andererseits fällt auf, dass das andere von Boulanger hinterlassene Werk, L’antiquité dévoilée, mit keinem Wort erwähnt wird. Dieses Werk wurde im November 1765 als im Druck erschienen angezeigt. Daraus kann geschlossen werden, dass das Manuskript von Le christianisme dévoilé zwischen 1762 und Ende 1765 abgeschlossen und im Jahr 1766 veröffentlicht wurde.

## Aufbau
Dem Werk ist ein Vorwort in Form einer Antwort auf einen angeblichen Brief eines Lesers vorangestellt, das bereits die wichtigsten Punkte des Werks vorwegnimmt. Der Einleitung über die Notwendigkeit, die Religion einer kritischen Überprüfung zu unterwerfen, folgt in den ersten beiden Kapiteln ein Abriss über die Geschichte des Judentums und Christentums. Daraufhin werden die Glaubensinhalte des Christentums im Einzelnen behandelt und kritisiert. Besonders ausführlich geht Holbach anschließend auf die christliche Moral ein; das Kapitel über die christlichen Tugenden ist das längste des gesamten Werks. Nach einem Kapitel über die religiösen Pflichten und Handlungen folgt eine Darstellung der politischen Auswirkungen der Religion und der Priesterschaft. Die Schlussbetrachtung fasst die Grundgedanken der Schrift noch einmal zusammen und erörtert insbesondere die Aufgaben des aufgeklärten Herrschers.
Holbach führt in seiner Schrift eine Vielzahl sehr unterschiedlicher Einwände gegen das Christentum an. Seine Argumente aus dem Bereich der praktischen Philosophie umfassen moralische Bedenken gegen den Gott der Bibel, handlungstheoretische Erwägungen, Einwände gegen die christliche Moral und die christlichen Tugenden sowie einige kritische Argumente aus dem Bereich der politischen Philosophie. Unter dem Gesichtspunkt der theoretischen Philosophie kritisiert Holbach die verfehlte Begrifflichkeit des christlichen Glaubens in Bezug auf die behaupteten Eigenschaften Gottes und stellt darüber hinaus sprachphilosophische sowie erkenntnistheoretische Überlegungen an.
Obwohl sich das Buch an eine nur durchschnittlich gebildete Leserschaft wandte, die möglichst schnell überzeugt werden sollte, gab Holbach in seinen Fußnoten zahlreiche Quellen an. Neben Werken der Geschichtsschreibung wird aus verschiedenen religionskritischen Schriften zitiert, darunter die Werke von Jean Meslier, Peter Annet (1693–1769), Thomas Woolston (1668–1733) und Anthony Collins. Der in Le christianisme dévoilé dargelegte Stoff ist größtenteils auch in anderen zeitgenössischen Schriften nachweisbar. Neu ist die Aufbereitung im Sinne einer möglichst schlagkräftigen Gesamtdarstellung, die auf taktische politische Erwägungen keine Rücksicht nimmt.
| Kapitel 1  | Introduction. De la nécessité d’examiner sa religion, et des obstacles que l’on rencontre dans cet examen. | Einleitung. Von der Notwendigkeit, seine Religion zu untersuchen, und von den Hindernissen, denen man dabei begegnet.       |
| Kapitel 2  | Histoire abrégée du peuple juif.                                                                           | Geschichtlicher Abriss des jüdischen Volkes.                                                                                |
| Kapitel 3  | Histoire abrégée du christianisme.                                                                         | Geschichtlicher Abriss des Christentums.                                                                                    |
| Kapitel 4  | De la mythologie chrétienne, ou des idées que le christianisme nous donne de Dieu et de sa conduite.       | Von der christlichen Mythologie, oder von den Vorstellungen, die uns das Christentum von Gott und seinem Verhalten liefert. |
| Kapitel 5  | De la révélation.                                                                                          | Von der Offenbarung. |
| Kapitel 6  | Des preuves de la religion chrétienne ; des miracles ; des prophéties ; des martyrs.                       | Von den Beweisen der christlichen Religion; von den Wundern; den Prophezeiungen; den Märtyrern.                             |
| Kapitel 7  | Des mystères de la religion chrétienne.                                                                    | Von den Mysterien der christlichen Religion.                                                                                |
| Kapitel 8  | Autres mystères et dogmes du christianisme.                                                                | Sonstige Mysterien und Dogmen des Christentums.                                                                             |
| Kapitel 9  | Des rites, des cérémonies mystérieuses, ou de la théurgie des chrétiens.                                   | Von den Riten und mysteriösen Zeremonien, oder von der Theurgie der Christen.                                               |
| Kapitel 10 | Des livres sacrés des chrétiens.                                                                           | Von den heiligen Büchern der Christen.                                                                                      |
| Kapitel 11 | De la morale chrétienne.                                                                                   | Von der christlichen Moral.                                                                                                 |
| Kapitel 12 | Des vertus chrétiennes.                                                                                    | Von den christlichen Tugenden.                                                                                              |
| Kapitel 13 | Des pratiques et des devoirs de la religion chrétienne.                                                    | Von den Praktiken und Pflichten der christlichen Religion.                                                                  |
| Kapitel 14 | Des effets politiques de la religion chrétienne.                                                           | Von den politischen Auswirkungen der christlichen Religion.                                                                 |
| Kapitel 15 | De l’église, ou du sacerdoce des chrétiens.                                                                | Von der Kirche, oder vom Priestertum der Christen.                                                                          |
| Kapitel 16 | Conclusion.                                                                                                | Schlusswort. |

## Inhalt

### Vorwort und Einleitung
Im Vorwort beantwortet Holbach den angeblichen Brief eines Lesers, welcher einerseits der Kritik an den christlichen Glaubensvorstellungen zustimmt, aber andererseits einwendet, dass das gemeine Volk eine Religion brauche, da es ansonsten durch nichts von Verbrechen abgehalten werden würde. Holbach entgegnet, dass nicht die Religion, sondern Gesetze das Volk zügelten, und stellt deshalb dem Kritiker die Frage, ob er etwa zu jenen „kleinmütigen Denkern“ gehöre, „die meinen, die Wahrheit könne schaden“. Alles deutet darauf hin, dass das Vorwort an Voltaire gerichtet ist, und dass Holbach dessen vorhersehbare Einwände gegen den Inhalt des Buchs von vornherein entkräften wollte.
Holbach stellt in der Einleitung klar, dass die Anbetung eines Gottes nicht mit der zu erwartenden Belohnung oder Bestrafung durch diesen Gott begründet werden sollte. Vielmehr müsse der Mensch Vernunft anwenden, um die Ursachen seiner Wünsche und Befürchtungen zu ergründen, und nur wenige seien dazu bereit. Der Einzelne, ob arm ob reich, halte nur deshalb am Glauben fest, weil man ihn von Kindheit an so erzogen und unterrichtet habe; auf diese Weise hätten sich religiöse Ansichten über Jahrhunderte halten können:
| Le plus sûr moyen de tromper les hommes et de perpétuer leurs préjugés, c’est de les tromper dans l’enfance. Chez presque tous les peuples modernes, l’éducation ne semble avoir pour objet que de former des fanatiques, des dévots, des moines ; c’est-à-dire des hommes nuisibles ou inutiles à la société. | Das sicherste Mittel, um die Menschen irrezuführen und ihre Vorurteile zu erhalten, besteht darin, sie in der Kindheit zu täuschen. Bei fast allen modernen Völkern scheint die Bildung nur dazu zu dienen, Fanatiker, Fromme und Mönche heranzubilden, das heißt, Menschen, die der Gesellschaft schädlich oder nutzlos sind. |

Da die christliche Religion ihrem als grausam und bösartig beschriebenen Gott eine Vorbildfunktion attestiere, habe sie dem Volk nur Hass, Zwietracht und Gewalt gebracht. Auch Könige und Herrscher hätten durch das Christentum nichts gewonnen, da sie sich immer wieder dem Priestertum hätten fügen müssen. Umso wichtiger sei es, den Schleier des Christentums zu lüften und dessen Prinzipien zu ergründen.

### Geschichte und Ursprung der judeo-christlichen Religionen (Kapitel 2 und 3)
Die Geschichte der jüdischen und christlichen Religion wird vom Verfasser kurz und in trockenen Worten beschrieben; das von Fontenelle (De l’origine des fables) und Boulanger (L’antiquité dévoilée) verfolgte Ziel, durch eine historische Analyse die menschlich-psychologischen Ursachen der Glaubensvorstellungen aufzudecken, interessiert ihn dabei nur am Rande. Holbach stellt den Ursprung des „jüdischen Volks“ – „in einer kleinen Gegend, kaum von den anderen Völkern beachtet“ – als betont banal und bedeutungslos dar, um ihm jede Glaubwürdigkeit abzusprechen. Zur wenig verheißungsvollen Ausgangssituation dieses Volks komme dessen Aberglaube und Ignoranz. Mose habe aus den Hebräern „besessene und wilde Monster“ gemacht, die andere Götter gehasst hätten und die, wie im 1. Buch der Könige berichtet, barbarisch gegen andere Nationen vorgegangen seien. Als Sklaven verschiedener Völker seien die Juden – stets ein Opfer ihrer Leichtgläubigkeit – hart und „wohlverdient“ behandelt worden, bevor sie unter der Vorherrschaft der Römer noch fanatischer geworden seien. Dies seien die Umstände gewesen, so Holbachs judenfeindliche Darstellung des Alten Testaments, unter denen das jüdische Volk seinen Messias erwartete.
Der Ursprung des Christentums wird in ähnlich nüchternem und bisweilen sarkastischem Ton beschrieben. Ein armer Jude sei plötzlich aufgetaucht, der eine ignorante Anhängerschaft davon überzeugt habe, dass er der Sohn Gottes sei, und der schließlich von den anderen Juden hingerichtet wurde. Holbach betont die ägyptischen, phönizischen, platonischen und anderen Einflüsse der neuen „plumpen und zusammenhangslosen“ Religion – ein Thema, das in den folgenden Kapiteln immer wieder angesprochen wird. Zunächst hätten sich nur die Armen unter den Juden und Heiden von einem Gott, der den Reichen und Großen feindlich gesinnt war, angesprochen gefühlt. Erst die wohl oder übel zum Christentum übergetretenen römischen Kaiser hätten der Kirche zur Unabhängigkeit und schließlich zur Vorherrschaft verholfen. Der Gegensatz zwischen der von Christen gepredigten Nächstenliebe und ihrer fanatischen Grausamkeit erkläre sich durch die Übernahme des jüdischen Gottes, dessen furchtbares Wesen durch den Begriff der ewigen Höllenqual noch verschärft worden sei.

### Offenbarungen und Glaubensinhalte des Christentums (Kapitel 4–8)
Holbach versucht zwischen Fakten und religiösen Mythen zu unterscheiden; erst im Anschluss an die historisch orientierte Darstellung der vorherigen Kapitel beschäftigt sich das Werk mit der Offenbarung. Von Anfang an bemüht sich der Autor, die Abwegigkeit der christlichen Glaubensinhalte aufzuzeigen, beginnend mit einer spöttischen Darstellung des biblischen Schöpfungsmythos: „Kaum hat dieser Adam das Licht der Welt erblickt, stellt ihm sein Schöpfer eine Falle …“; ähnlich absurd sei das Sühnopfer Jesu Christi. Eine auf einem derart willkürlich handelnden Gott begründete Moral müsse unsicher sein. Die Frage, inwieweit das Übel in der Welt mit der angeblichen Güte Gottes zu vereinbaren sei (Theodizeeproblem), sei nicht durch die Existenz eines Teufels oder durch die Unerklärbarkeit von Gottes Handeln zu beantworten:
| On nous dira sans doute que la conduite de Dieu est pour nous un mystère impénétrable, que nous ne sommes point en droit de l’examiner, que notre faible raison se perdrait toutes les fois qu’elle voudrait sonder les profondeurs de la sagesse divine, qu’il faut l’adorer en silence et nous soumettre en tremblant aux oracles d’un dieu qui a lui-même fait connaître ses volontés : on nous ferme la bouche en nous disant que la divinité s’est révélée aux hommes. | Man wird uns sicher sagen, dass das Wirken Gottes für uns ein undurchdringliches Mysterium ist, das wir nicht untersuchen dürfen; dass unser schwacher Verstand sich jedes Mal verirren würde, wenn er die Tiefen der göttlichen Weisheit zu ergründen sucht, dass man ihn schweigend anbeten muss und wir uns zitternd den Weissagungen eines Gottes, der seinen Willen selbst geäußert hat, unterwerfen müssen: Man macht uns mundtot, indem man uns sagt, dass die Göttlichkeit sich den Menschen offenbart habe. |

Um eine Vorstellung von Gott zu haben, könne man nicht auf die Offenbarung zurückgreifen, denn diese könne nicht ihre eigene Richtigkeit beweisen. Zweifel an ihren Aussagen würden sich nicht mit der Begründung beiseiteschieben lassen, dass es sich um Mysterien handle, denn ein allgütiger Gott würde sich für jedermann klar ausdrücken. Dies sei offensichtlich nicht der Fall, da jeder die Bibel anders interpretiere, Theologen eingeschlossen. Tatsächlich biete das Christentum keine Vorteile gegenüber jedem anderen „Aberglauben, der das Universum verpestet“, wie zum Beispiel dem Glauben an Brahma oder Odin. Für Wunder gebe es keine ernsthaften Belege; sie seien nur erfunden worden, um die Menschen von Unmöglichem zu überzeugen. Die vagen Prophezeiungen des Alten Testaments habe man durch erzwungene Interpretationen und Allegorien zu erfüllen versucht. Märtyrer würden ebenso wenig beweisen, denn nicht nur der Fanatismus, sondern alle Gefühlsregungen hätten ihre Märtyrer.
Holbach stellt die Frage, inwiefern Eigenschaften wie Unendlichkeit, Ewigkeit, Allmacht oder Gerechtigkeit mit dem Gott der Bibel vereinbar seien. Die Dreifaltigkeit ließe sich nur durch forcierte Erklärungen biblisch begründen; die Dogmen der Menschwerdung und Auferstehung seien offensichtlich von anderen Religionen übernommen worden. Die Vorstellung einer Hölle sei nicht nur mit einem gütigen Gott unvereinbar, sondern diene auch dazu, Menschen unterwürfig zu machen und ihre Vernunft zu trüben. Im Übrigen würde nicht der Glaube an Himmel und Hölle die Menschen vor zügellosem Verhalten bewahren, sondern gute Gesetze und eine vernünftige Bildung. Engel, so Holbach, seien in der Phantasie der Christen das, was Nymphen, Laren und Feen in der Vorstellung der Heiden und Römer waren. Wiederum betont er die Parallelen zu anderen Glaubensvorstellungen: Der Glaube an Satan stamme von früheren Religionen, das Konzept des Fegefeuers von Platon.

### Glaubenspraxis und heilige Schrift (Kapitel 9 und 10)
Nach der Erörterung der zentralen christlichen Glaubensinhalte geht Holbach kurz auf die „kindischen und lächerlichen Zeremonien“ der Christen ein. Die Taufe sei ein „für die Vernunft undurchdringliches Mysterium, dessen Wirksamkeit erfahrungsgemäß widerlegt wurde“, denn auch nach der Taufe werden offenbar Sünden begangen. Auch bei Transsubstantiation (Wandlung von Brot und Wein in den Leib und das Blut Jesu Christi), Beichte, Gebet und Exorzismus sei „alles Mysterium, alles Magie, alles unverständlich“. Anschließend werden die Inhalte der heiligen Bücher kurz besprochen. Im Gegensatz zur von einigen modernen Theologen vertretenen biblischen Exegese, die bestimmte Passagen der Schrift als symbolisch interpretiert, nahm Holbach die Aussagen der Bibel wörtlich. Schon der Anfang der Bibel zeuge von einer „tiefen Unkenntnis der Gesetze der Physik“ und sei voller Widersprüche. Das gesamte Alte Testament sei eine „plumpe Sammlung, in die obskure und zusammenhanglose Offenbarungen eingestreut sind“. Holbach hält das Neue Testament kaum für glaubwürdiger und verweist auf eine Reihe von Stellen, in denen die Evangelien einander widersprechen. Angesichts eines solchen Buches sei es nicht verwunderlich, dass die Christen immer wieder darüber stritten, was ihr Gott von ihnen wolle:
| Ainsi ce livre obscur fut pour eux une pomme de discorde, une source intarissable de querelles, un arsenal, dans lequel les partis les plus opposés se pourvurent également d’armes. Les géomètres n’ont aucune dispute sur les principes fondamentaux de leur science ; par quelle fatalité le livre révélé des chrétiens, qui renferme les fondements de leur religion divine, d’où dépend leur félicité éternelle, est-il inintelligible et sujet à des disputes qui si souvent ont ensanglanté la terre ? | Und so war dieses obskure Buch für sie ein Zankapfel, eine nie versiegende Quelle des Streits, ein Arsenal, aus dem die gegnerischsten Gruppen sich außerdem mit Waffen versorgten. Geometriker streiten sich nicht über die grundlegenden Prinzipien ihrer Wissenschaft; durch welches verhängnisvolle Schicksal ist das offenbarte Buch der Christen, das die Grundlagen ihrer göttlichen Religion enthält, unverständlich und Gegenstand von Streitereien, die so oft die Erde mit Blut befleckt haben? |

### Christliche Moral und Tugenden (Kapitel 11–13)
Holbach weist die Vorstellung zurück, dass ohne eine übernatürliche Offenbarung keine Moral möglich sei. In Wirklichkeit habe die Moral als notwendiger Bestandteil der Gesellschaft schon immer bestanden. Die Denker vorchristlicher Gesellschaften – Sokrates, Konfuzius oder die Gymnosophisten – stünden Jesus Christus in nichts nach und würden den christlichen Alleinanspruch auf Werte wie Gerechtigkeit, Patriotismus, Geduld oder Sanftmut widerlegen. Das Christentum sei weit davon entfernt, diesen Werten Heiligkeit zu verleihen, sondern mache sie im Gegenteil nur unsicher, weil ein launenhafter Gott unmöglich als solide ethische Basis dienen könne. Da auf Fanatiker die Vorstellung eines grausamen Gottes stets einen tieferen Eindruck als die eines wohlwollenden Gottes gemacht habe, habe das Christentum mehr Blutvergießen als jeder heidnische Aberglaube zu verantworten. Auch weltliche Herrscher hätten unter den eigenwilligen Moralvorstellungen der Christen zu leiden gehabt. Anstatt Verbrechen unter Berufung auf Gott zu verbieten, solle man eine „natürliche Moral“ lehren, die auf die Selbsterhaltung des Menschen und seinen Platz in der Gesellschaft hinweist.
Die christlichen Tugenden bezeichnet Holbach als wenig tauglich für den Menschen. Die Liebe zu einem ungerechten und furchterregenden Gott sei kaum möglich und, sofern befolgt, von Eifer begleitet: „Ein echter Christ muss sich darüber erzürnen, wenn gegen Gott versündigt wird“. Unter diesem Gesichtspunkt seien auch die Missionierungen und die damit verbundene Gewalt zu verstehen. Wenn weichherzige Gemüter eine romantische Hingebung zu Gott verspürten, dann betrachteten sie ihn nur von der gütigen Seite her und sahen über seine unangenehmen Eigenschaften hinweg. Nächsten- oder Feindesliebe sei wirklichkeitsfremd, denn man könne einen anderen Menschen nur lieben, wenn man ihn kenne und er zum eigenen Glück beitrage. Der Glaube sei nur zur Tugend erhoben worden, um vernunftbasiertes Denken zu verhindern und das Vertrauen in die christlichen Amtsträger aufrechtzuerhalten. Geblendet von der Hoffnung auf das ewige Leben würden Gläubige das gegenwärtige Glück aus den Augen verlieren; die katholische Tugend der Bescheidenheit würdige den Menschen herab und beraube ihn der Tatenkraft. Mit ähnlich scharfem Antiklerikalismus werden der Zölibat und das Verbot der Ehescheidung kritisiert. In der Gesamtbetrachtung, so Holbach, sei keine wahrhafte Moral mit der christlichen Religion vereinbar:
| Toutes les vertus que le christianisme admire, ou sont outrées et fanatiques, ou elles ne tendent qu’à rendre l’homme timide, abject et malheureux. Si elles lui donnent du courage, il devient bientôt opiniâtre, altier, cruel et nuisible à la société. | Alle Tugenden, die das Christentum bewundert, sind entweder übertrieben und fanatisch, oder sie zielen nur darauf ab, den Menschen scheu, niederträchtig und unglücklich zu machen. Wenn sie ihm Mut machen, so wird er bald erbittert, hochmütig, grausam und schadet der Gesellschaft. |

Das Gebet sei ebenfalls absurd, da es der behaupteten Unveränderlichkeit Gottes widerspreche; mit anderen Worten, das Gebet setze einen launischen Gott voraus. Religiöse Feiertage führten dazu, dass dringende Arbeiten unnötigerweise ruhten. Wie kaum ein anderer Kult mache das Christentum seine Anhänger durch Taufe, Beichte und die Androhung von Exkommunikation vom Priestertum abhängig. Anstatt einen nützlichen, aufgeklärten Bürger heranzubilden, impfe man den Menschen von Anfang an Voreingenommenheit ein, die immer nur den Priestern dienlich sei.

### Politischer und gesellschaftlicher Einfluss des Klerus (Kapitel 14 und 15)
Nach den Betrachtungen über die christliche Ethik werden die politischen Folgen des Christentums untersucht. Holbach stellt fest, dass in allen christlichen Ländern zwei gegensätzliche Rechtsordnungen entstünden, die einander bekämpften; durch die Kirche entstehe ein „Staat im Staat“. Wegen der unabwendbaren Zwietracht zwischen den christlichen Konfessionen, zwischen Orthodoxen und Häretikern, habe immer die Politik einschreiten müssen. Stets habe die Kirche Fürsten und Herrscher in ihrem Sinne zu manipulieren gesucht. Dies führe zu einer Tyrannei, unter der das wissenschaftliche, wirtschaftliche, kulturelle und soziale Leben des Staates zum Erliegen komme. Ein aufgeklärter und gerechter Herrscher, der sich ernsthaft um das Wohlergehen seiner „Subjekte“ kümmert, habe es dagegen nicht nötig, den Aberglauben zu fördern.
Für Holbach ist der tyrannische Machtanspruch der Kirche auf die christliche Lehre zurückzuführen, die sich auf die unfehlbare göttliche Autorität gründet. In einem geschichtlichen Überblick erläutert er weiter, dass das von den frühen Bischöfen aufgebaute Vermögen zu Zwietracht und Machtstreben unter den Klerikern geführt habe, bis der Bischof von Rom schließlich den Thron bestieg und eine Theokratie aufbaute. Letztlich sei die katholische Religion nur erfunden worden, um die Macht des Priestertums zu sichern, und auch die Reformation sei ein gescheitertes Unterfangen, das sich nicht vom Aberglauben befreien konnte. Eine christliche Gesellschaft habe die Übel, die das Priestertum ihr zufügt, selber zu verantworten.

### Schlusswort (Kapitel 16)
Das Schlusswort des Christianisme dévoilé richtet sich hauptsächlich an die Regierenden, was für damalige Werke durchaus üblich war. Holbach stellt klar, dass es im Interesse der politischen Amtsträger sei, sich von der christlichen Religion und ihrem Klerus zu lösen. Seine Definition der Religion aus politischer Sicht ähnelt Marx’ religionskritischen Thesen:
| La religion est l’art d’enivrer les hommes de l’enthousiasme, pour les empêcher de s’occuper des maux, dont ceux qui les gouvernent, les accablent ici bas. | Die Religion ist die Kunst, Menschen von Schwärmerei zu berauschen, um sie davon abzuhalten, sich mit den irdischen Übeln auseinanderzusetzen, mit denen sie von jenen, die sie regieren, überhäuft werden. |

Es sei die Aufgabe des aufgeklärten Herrschers und nicht der Kirche, die Moral zu lehren und Gerechtigkeit walten zu lassen. Selbst wenn das Christentum einige Menschen von Verbrechen abhalte – was bezweifelt wird –, so seien diese Vorteile nichts im Vergleich zum immensen Schaden, den diese Religion angerichtet habe. Im Gegensatz zu Voltaire, der sein aufklärerisches Programm an den gebildeten Schichten ausrichtete, forderte Holbach eine öffentliche Bildung, die alle Menschen ohne Rücksicht auf ihre Herkunft einschließt.
Mit einem quasi-religiösen Appell schließt Holbach optimistisch, dass die Regierenden nichts von einem aufgeklärten Volk zu fürchten hätten, und dass letztlich Wahrheit und Vernunft triumphieren würden. Obwohl auch Holbach seine Hoffnungen letztlich auf einen aufgeklärten Monarchen setzt, löst er sich von Voltaires Plan, die Herrscher durch taktische Manöver auf die Seite der Aufklärung zu ziehen.

## Beschlagnahmung und Verfolgung
Am 1. September 1766 stellte der Pariser Polizeichef Sartine die Verbreitung des Buches in der Hauptstadt fest und beauftragte Joseph d’Hémery, den Vertrieb mit allen Mitteln zu verhindern.
Im Frühjahr 1767 wurden 200 Exemplare des Buchs bei einer „Madame Le Jeune“ beschlagnahmt. 1768 wurde aktenkundig, dass ein gewisser Bacot das Werk zum Verkauf anbot. Der Kolporteur Lefèvre, der 1768 unter einer ganzen Reihe philosophischer Neuerscheinungen auch Exemplare von Le christianisme dévoilé besaß, wurde festgenommen und mehrmals verurteilt. Im Oktober 1768 verhaftete die Polizei den Handlungsgehilfen Josserand, den Trödler Lecuyer und dessen Frau wegen des Verkaufs von Büchern, „die den guten Sitten und der Religion widerstreiten“, darunter Le christianisme dévoilé. Der Fall bestätigt, dass auch in unteren Schichten das Buch mit Interesse aufgenommen wurde. Alle drei wurden zu dreitägigem Prangerstehen, Josserand zu Brandmarkung und neun Jahren Galeere, Lecuyer zu Brandmarkung sowie fünf Jahren Galeere und dessen Frau zu fünf Jahren Besserungsanstalt verurteilt. Trotz Lecuyers zahlreichen Vorstrafen war diese Bestrafung außergewöhnlich schwer und löste in philosophischen Kreisen Bestürzung aus.
Le christianisme dévoilé zählt zu den Büchern, die der Klerus auf seinen Generalversammlungen (Assemblées du clergé) in den Jahren 1770 und 1775 verurteilte. Im August 1770 wurden per Gerichtsbeschluss mehrere Bücher und Broschüren zum Verbrennen verurteilt, darunter Exemplare von Holbachs Werk.

## Ausgaben
Nach dem mit 1756 datierten Exemplar erlebte das Werk 1767 fünf Neuauflagen, darunter möglicherweise einige ausländische Drucke. Für das 18. und 19. Jahrhundert sind zwölf weitere französischsprachige Ausgaben des Werks nachweisbar; die vorübergehend letzte stammt von 1834. Zum Teil wurde Le christianisme dévoilé in vermeintliche Gesamtausgaben von Boulangers Werk aufgenommen. Zu den anhand von erhaltenen Rechnungen identifizierten Verlegern zählt Marc-Michel Rey aus Amsterdam, der ab der Mitte des 18. Jahrhunderts zum wichtigsten Verleger der französischen Aufklärer wurde.
Eine erste englischsprachige Übersetzung durch den Amerikaner William Martin Johnson wurde 1795 in New York gedruckt. Die erste spanische Übersetzung erschien 1821, die erste russische 1924. Die bislang einzige deutschsprachige Übersetzung wurde 1970 zusammen mit zwei weiteren Werken Holbachs von Manfred Naumann herausgegeben.

## Rezeption
Die Erstausgabe des Buchs war offenbar schnell vergriffen oder die Verbreitung angesichts der Verfolgung durch die Behörden stark eingeschränkt, denn die unter Bachaumonts Namen veröffentlichten Mémoires secrets bezeichnen 1766 das Buch als „ein vor kurzem gedrucktes und sehr seltenes Werk“. Im Gegensatz dazu erschienen allein 1767 fünf Neuauflagen, die zusammen mit dem hohen Preis des Buchs – laut Diderot bis zu vier Louis je Exemplar – vom Erfolg beim französischen Publikum zeugen. Gleichwohl erreichte das Werk bei weitem nicht die Wirkung des späteren Système de la nature, mit dem die atheistisch-materialistische Bewegung ihren vorläufigen Höhepunkt fand.

### Reaktionen aus Holbachs geistigem Umfeld
In einem Brief vom 24. September 1766 an Damilaville würdigt Voltaire den Inhalt des Buches. Er beglückwünscht nicht nur den Autor, sondern drückt ihm auch seine Wertschätzung aus:
| Il y a un nouveau livre, comme vous savez, de feu m. Boulanger. Ce Boulanger pétrissait une pâte que tous les estomacs ne pourraient pas digérer. Il y a quelques endroits où la pâte est un peu aigre ; mais en général son pain est ferme et nourissant [sic] […] Mes compliments à l’auteur voilé du dévoilé. Je l’embrasse mille fois. Ecr. l’inf. | Wie Sie wissen, gibt es ein neues Buch des verstorbenen Herrn Boulanger. Dieser Boulanger [Boulanger: frz. „Bäcker“] knetete einen Teig, den nicht jeder Magen verdauen könnte. An einigen Stellen ist der Teig ein wenig sauer, doch im Großen und Ganzen ist sein Brot fest und nahrhaft. […] Mein Kompliment an den Verfasser des Dévoilé. Ich umarme ihn tausendmal. Zermalmt die Schändliche! |

Einige Wochen später berichtet Diderot in einem Brief an Voltaire von einem neu erschienenen Buch, bei dem es sich wahrscheinlich um Le christianisme dévoilé handelt. Er befürchtet, dass das Werk die Behörden zu willkürlichen Unterdrückungsmaßnahmen provozieren wird, und würdigt den Mut des Verfassers mit folgenden Worten:
| « C’est un homme qui a pris la torche de vos mains, qui est entré fièrement dans leur édifice de paille, et qui a mis le feu de tous les côtés. » | Das ist ein Mann, der die Fackel aus Ihren Händen nahm, stolz in deren Strohbau trat und ihn von allen Seiten ansteckte. |

Holbach selbst äußerte sich zu seinem Werk nur kurz in einem Brief an seinen Freund, den Anwalt Servan, und stellte fest, dass es ein „gewaltiges und wohlverdientes Aufsehen erregt“ habe. Ansonsten hielt sich Holbach im Hintergrund und verwies auch in späteren Werken nur selten auf sein Erstlingswerk.
Anders als Voltaires Kampfansagen an die katholische Kirche hätten erwarten lassen, änderte sich seine Einschätzung des Werks bald zum Negativen:
| J’avoue avec vous qu’il a de la clarté, de la chaleur, et quelque-fois de l’éloquence, mais il est plein de répétitions, de négligences, de fautes contre la langue […] Il est entièrement opposé à mes principes. Ce livre conduit à l’athéisme que je déteste. J’ai toujours regardé l’athéisme comme le plus grand égarement de la raison, parce qu’il est aussi ridicule de dire que l’arrangement du monde ne prouve pas un artisan suprême, qu’il serait impertinent de dire qu’une horloge ne prouve pas un horloger. L’auteur parait trop ennemi des puissances. Des hommes qui penseraient comme lui ne formeraient qu’une anarchie […] | Ich stimme ihnen bei, dass es Klarheit, Wärme und gelegentlich Beredsamkeit aufweist, doch dabei ist es voller Wiederholungen, Nachlässigkeiten und sprachlicher Fehler […] Es steht in völligem Widerspruch zu meinen Prinzipien. Dieses Buch führt zum Atheismus, den ich verabscheue. Ich habe den Atheismus stets als größte Verirrung der Vernunft betrachtet, weil es genauso lächerlich ist, zu sagen, dass die Ordnung der Welt nicht die Existenz eines größten Handwerkers beweise, wie es ungehörig wäre zu behaupten, eine Uhr setze keinen Uhrmacher voraus. Der Verfasser scheint den Mächten zu feindlich gesinnt. Menschen, die wie er denken, würden nur eine Anarchie aufbauen […] |

Voltaires kritische Randnotizen, die er in seinem Exemplar des Buchs vermerkte, haben sich erhalten. Sie lassen keinen Zweifel daran, dass er sich durch das Erscheinen des Werks irritiert fühlte, und nehmen seine Ablehnung von Holbachs explizit atheistischem Système de la nature vorweg. Diese Reaktion verdeutlicht die Spaltung zwischen Voltaire und den radikaleren Philosophen Diderot und Holbach, die im Gegensatz zu Voltaire sowohl den moralischen Nutzen des Gottglaubens als auch ein strategisches Bündnis zwischen Aufklärern und den herrschenden politischen Mächten zurückwiesen.

### Weitere zeitgenössische Rezensionen
Der deutsche Diplomat und Schriftsteller Friedrich Melchior Grimm, ein langjähriger Teilnehmer an den in Holbachs Haus organisierten philosophischen Dîners, bezeichnete in seiner Rezension Le christianisme dévoilé als das „kühnste und schrecklichste Buch, das jemals irgendwo in der Welt erschien“. Er wies darauf hin, dass man zwar aus dem Buch nichts Neues lernen könne, es aber dennoch Interesse wecke.
Hingegen nahm die deutsche öffentliche Meinung das Werk sehr negativ auf. So schreiben die Göttingschen Gelehrten Anzeigen, das Buch sei „voll von Spöttereien, größtenteils ungezogenen Spöttereien, auch groben Schimpfworten; und durchweg mehr in dem Stil einer Pasquille, als einer ernsthaften Bestreitung geschrieben“. Johann Christoph von Zabuesnig äußerte sich folgendermaßen über das Buch:
„Das ganze entlarvte Christenthum ist eine gottlose Sammlung von Ungereimtheiten, Gotteslästerungen, Verwünschungen, und eben so abgeschmackten als anstößigen Vernunftschlüssen. Es herrschet darinnen ein finsterer und melancholischer Schwärmgeist, welcher alle Religion vernichten will. […] Eine so abenteurliche Misgeburt konnte nur in einem erhitzten Kopfe erzeuget werden. […] Gleichwohl ist dieses Werk mit Beyfalle aufgenommen worden; aber nur von jener Gattung Leute, welche sich eher durch die Werke einer wahnsinnigen Gottlosigkeit völlig zu verblenden, als durch vernünftige Schriften den Verstand aufzuklären suchen; von jener Gattung Leute, welche nur deßhalben einem Aufrührer Lob sprechen, weil auch sie an der Aufruhr mitschuldig sind.“

### Apologetische Antworten
Der Theologe Nicolas-Sylvestre Bergier veröffentlichte 1769 als Antwort auf Holbachs Werk die zweibändige Apologie de la religion chrétienne, contre l’auteur du Christianisme dévoilé et contre quelques autres critiques, die im traditionellen Stil der katholischen Apologetik gehalten ist.
Unter Bezugnahme auf Thomas von Aquin bekräftigt Bergier sein Vertrauen in die Vernunft. Es sei albern, behaupten zu wollen, dass das Christentum die Vernunft verbiete; diese sei auf jeder Ebene präsent. Was die Offenbarung betreffe, so gebe hier die Vernunft selbst zu verstehen, dass man deren Inhalte ohne weitere Prüfung glauben müsse. Dass diese Offenbarung nicht von allen Menschen gleichermaßen „vernommen“ werde, sei auf die unendliche und unerklärliche Natur Gottes zurückzuführen.
Indem der Verfasser von Le christianisme dévoilé gegen die religiöse Tyrannei vorgehe, bereite er diejenige der weltlichen Gesetze vor, denn ohne Religion müssten diese notwendigerweise um ein Vielfaches strenger sein. Das Vorhaben, die Herrscher zur Einführung einer Gedankenfreiheit zu bewegen, sei zum Scheitern verurteilt, denn die nichtchristlichen Völker lägen weit hinter den christlichen zurück. Auch sei es falsch, dass das Christentum Völker zu Aufständen verleite, denn die habe es zu allen Zeiten gegeben. Selbst wenn das Christentum unnötig wäre, sollte es beibehalten werden, da es ansonsten durch eine schlechtere Religion ersetzt werden würde.
Mehrmals wirft Bergier dem Verfasser vor, den christlichen Glauben falsch darzustellen, um ihn möglichst unerträglich erscheinen zu lassen. So etwa irre Holbach, wenn der christliche Gott für die Mehrheit der Menschen Höllenqualen vorsehe:
| Dieu ne punit point l’ignorance involontaire ; il ne damnera aucun homme, pour avoir ignoré l’Evangile, à moins que cet homme n’ait eu des moyens de la connoître. | Gott straft nicht die unabsichtliche Unkenntnis. Er verdammt keinen Menschen für die Unkenntnis des Evangeliums, es sei denn, dieser Mensch hatte die Gelegenheit, es zu kennen. |

Eine weitere Verleumdung sei es, zu behaupten, dass das ewige Leben nur einer kleinen Zahl von Auserwählten vorbehalten sei, denn den heiligen Büchern zufolge sei das himmlische Glück eine Belohnung für gute Taten, insbesondere der Nächstenliebe. Bei der Betrachtung der Theodizee-Frage stützt sich Bergier teilweise auf Pierre Bayles Aussage, dass eine „unendliche Weite“ Gottes Handeln von dem der Menschen trenne. Der Mensch müsse seinen Mitmenschen Güte erweisen, weil seine Macht beschränkt ist; es sei absurd, vom allmächtigen Gott Vergleichbares zu erwarten.
Hinter der Aufmerksamkeit, der in der Apologetik Holbachs späterem Système de la nature zuteilwurde, trat Le christianisme dévoilé zurück. Dennoch wurde es in den Jahren nach seinem Erscheinen des Öfteren kurz zitiert, so etwa vom Protestanten Jacob Vernes, dem Katholiken Jean-René Sigaud de la Fond, dem Jesuiten Claude-Adrien Nonnotte, dem Benediktiner Louis-Maïeul Chaudon und dem Aufklärungsgegner Antoine Sabatier de Castres.

### Weiterer Einfluss und moderne Rezeption
Der Junghegelianer Bruno Bauer leitete den Titel seiner 1843 erschienenen religionskritischen Frühschrift Das entdeckte Christentum von Le christianisme dévoilé ab. Bauer zitiert darin mehrmals aus Holbachs Werken.
Wulf Kellerwessel veröffentlichte 2009 in der Zeitschrift Aufklärung und Kritik eine detaillierte Untersuchung der Aussagen des Werks, in der er die Stärke von Holbachs Argumenten als sehr uneinheitlich beurteilt. Weniger überzeugend seien Holbachs „psychologische“ und personenbezogene Einwände; so etwa sei es empirisch zweifelhaft, ob die Liebe gegenüber dem Gott der Bibel, wie von Holbach behauptet, tatsächlich psychisch unmöglich sei. Auch sei die Kritik an der Kolonisierung und Zwangsmissionierung als Resultat der christlichen Moralvorstellungen weitgehend überholt. Schlüssiger seien hingegen Holbachs Hinweise auf sprachphilosophische und logische Ungereimtheiten, die für das Christentum ebenso wie für andere monotheistische Religionen gravierende Probleme darstellen würden. Kellerwessel fasst seine Eindrücke wie folgt zusammen:
„Damit erweisen sich die aufklärerischen Analysen in ‚Das entschleierte Christentum‘ mindestens in relevanten Teilen als rationale Durchdringungen problematischer Glaubensgehalte, und sind insofern bis heute als relevante Kritiken bestimmter Glaubensvorstellung [sic] aktuell.“
Holbachs zeitloser Anspruch, religiöse Vorstellungen als Vorurteile zu entlarven, mache den Text „auch heute noch lesenswert und interessant.“